# Giro di Slovenia 2011
Il Giro di Slovenia 2011, diciottesima edizione della corsa, si svolse dal 16 al 19 giugno su un percorso di 548 km ripartiti in 3 tappe e un cronoprologo, con partenza a Lubiana e arrivo a Novo Mesto. Fu vinto dall'italiano Diego Ulissi della Lampre-ISD davanti al croato Radoslav Rogina e allo sloveno Robert Vrečer.

## Tappe
| Tappa  | Data      | Percorso                              | km    | Vincitore di tappa | Leader cl. generale |
| ------ | --------- | ------------------------------------- | ----- | ------------------ | ------------------- |
| Prol.  | 16 giugno | Lubiana > Lubiana (cron. individuale) | 6,8   | Robert Vrečer      | Robert Vrečer       |
| 1ª     | 17 giugno | Capodistria > Nova Gorica             | 189,6 | Elia Viviani       | Robert Vrečer       |
| 2ª     | 18 giugno | Tržič > Golte                         | 170,6 | Diego Ulissi       | Diego Ulissi        |
| 3ª     | 19 giugno | Ptuj > Novo Mesto                     | 181   | Andrea Guardini    | Diego Ulissi        |
| Totale | Totale    | Totale                                | 548   |                    |                     |

## Dettagli delle tappe

### Prologo
- 16 giugno: Lubiana > Lubiana (cron. individuale) – 6,8 km

| Pos. | Corridore       | Squadra   | Tempo |
| ---- | --------------- | --------- | ----- |
| 1    | Robert Vrečer   | Perutnina | 7'48" |
| 2    | Kristijan Koren | Liquigas  | a 3"  |
| 3    | Vincenzo Nibali | Liquigas  | a 6"  |

| Pos. | Corridore       | Squadra   | Tempo |
| ---- | --------------- | --------- | ----- |
| 1    | Robert Vrečer   | Perutnina | 7'48" |
| 2    | Kristijan Koren | Liquigas  | a 3"  |
| 3    | Vincenzo Nibali | Liquigas  | a 6"  |

### 1ª tappa
- 17 giugno: Capodistria > Nova Gorica – 189,6 km

| Pos. | Corridore         | Squadra    | Tempo    |
| ---- | ----------------- | ---------- | -------- |
| 1    | Elia Viviani      | Liquigas   | 4h54'35" |
| 2    | Grega Bole        | Lampre-ISD | s.t.     |
| 3    | Giovanni Visconti | Farnese    | s.t.     |

| Pos. | Corridore         | Squadra   | Tempo    |
| ---- | ----------------- | --------- | -------- |
| 1    | Robert Vrečer     | Perutnina | 5h02'23" |
| 2    | Giovanni Visconti | Farnese   | a 3"     |
| 3    | Kristijan Koren   | Liquigas  | a 4"     |

### 2ª tappa
- 18 giugno: Tržič > Golte – 170,6 km

| Pos. | Corridore       | Squadra    | Tempo    |
| ---- | --------------- | ---------- | -------- |
| 1    | Diego Ulissi    | Lampre-ISD | 4h19'07" |
| 2    | Radoslav Rogina | Loborika   | a 18"    |
| 3    | Simon Špilak    | Lampre-ISD | a 30"    |

| Pos. | Corridore       | Squadra    | Tempo    |
| ---- | --------------- | ---------- | -------- |
| 1    | Diego Ulissi    | Lampre-ISD | 9h21'29" |
| 2    | Radoslav Rogina | Loborika   | a 36"    |
| 3    | Robert Vrečer   | Perutnina  | a 38"    |

### 3ª tappa
- 19 giugno: Ptuj > Novo Mesto – 181 km

| Pos. | Corridore           | Squadra    | Tempo    |
| ---- | ------------------- | ---------- | -------- |
| 1    | Andrea Guardini     | Farnese    | 4h21'17" |
| 2    | Jacopo Guarnieri    | Liquigas   | s.t.     |
| 3    | Alessandro Petacchi | Lampre-ISD | s.t.     |

| Pos. | Corridore       | Squadra    | Tempo     |
| ---- | --------------- | ---------- | --------- |
| 1    | Diego Ulissi    | Lampre-ISD | 13h42'46" |
| 2    | Radoslav Rogina | Loborika   | a 36"     |
| 3    | Robert Vrečer   | Perutnina  | a 43"     |

## Classifiche finali

### Classifica generale
| Pos. | Corridore       | Squadra       | Tempo     |
| ---- | --------------- | ------------- | --------- |
| 1    | Diego Ulissi    | Lampre-ISD    | 13h42'46" |
| 2    | Radoslav Rogina | Loborika      | a 36"     |
| 3    | Robert Vrečer   | Perutnina     | a 43"     |
| 4    | Luca Ascani     | D'Angelo & A. | a 1'00"   |
| 5    | Simon Špilak    | Lampre-ISD    | a 1'13"   |
| 6    | Kristijan Koren | Liquigas      | a 1'27"   |
| 7    | Carlos Sastre   | Geox-TMC      | a 2'23"   |
| 8    | Matija Kvasina  | Loborika      | a 2'25"   |
| 9    | Nicki Sørensen  | Saxo Bank     | a 2'51"   |
| 10   | Vladimir Koev   | Konya Torku   | a 3'01"   |